# Bianor (Fußballspieler, 1994)
Bianor das Graças Lima da Silva Neto (* 28. Juni 1994 in Manaus), auch bekannt als Bianor, ist ein brasilianischer Fußballspieler.

## Karriere
Bianor stand bis 2012 beim Atlético Rio Negro Clube in Manaus unter Vertrag. Wo er vorher gespielt hat, ist unbekannt. Von 2013 bis Juni 2018 spielte er bei den brasilianischen Vereinen Paraná Clube, Nacional Fast Clube und dem Nacional FC. Am 1. Juli 2018 ging er nach Europa, wo er in Nordmazedonien einen Vertrag bei Makedonija Skopje unterschrieb. Mit dem Verein spielte er 39-mal in der ersten Liga. Am 22. Mai 2019 stand er mit Skopje im Endspiel des nordmazedonischen Pokals. Hier musste man sich jedoch Akademija Pandev im Elfmeterschießen geschlagen geben. Im Januar 2020 wechselte er zum ebenfalls in der ersten Liga spielenden KF Shkupi. Mit dem Verein aus Skopje feierte er am Ende der Saison 2020/21 die Vizemeisterschaft. Nach 34 Erstligaspielen zog es ihn in den Kosovo. Hier nahm ihn der Erstligist KF Llapi aus Podujeva unter Vertrag. Am 27. Mai 2022 gewann er mit dem Verein den kosovarischen Pokal. Das Finale gegen den KF Drita wurde mit 2:1 gewonnen. Den kosovarischen Supercup gewann man am 18. August 2021 im Elfmeterschießen gegen den FC Prishtina. Für Llapi bestritt er 26 Ligaspiele. Im Juli 2023 zog es ihn nach Asien. Hier unterschrieb er in Thailand einen Vertrag beim Zweitligisten Samut Prakan City FC. Für den Verein aus Samut Prakan bestritt er 31 Zweitligaspiele. Hierbei erzielte er drei Tore. Nach einer Spielzeit wechselte er im Juli 2024 zum ebenfalls in der zweiten Liga spielenden Nakhon Si United FC. Nach einer Spielzeit, in der er 24 Ligaspiele bestritt, wechselte er im Sommer 2025 nach Albanien. Hier schloss er sich in Kavaja dem Zweitligisten KS Besa Kavaja an.

## Erfolge
Makedonija Skopje
- Nordmazedonischer Pokalfinalist: 2018/19

KF Shkupi
- Nordmazedonischer Vizemeister: 2020/21

KF Llapi
- Kosovarischer Pokalsieger: 2021/22
- Kosovarischer Supercup-Sieger: 2021/22